# Blinisht
Blinisht (albanisch auch Blinishti) ist ein Dorf im Norden der Gemeinde Lezha in Nordalbanien. Der Ort liegt in der Zadrima-Ebene, die vom Altlauf des Drin durchzogen wird. Der Kreishauptort Lezha liegt rund zwölf Kilometer südlich, Shkodra rund 25 Kilometer nördlich und das Adriatische Meer – getrennt von zwei Hügelzügen – nicht ganz zehn Kilometer südwestlich.
Bis 2015 war Blinisht eine eigenständige Gemeinde (komuna), die dann mit den anderen Gemeinden des Kreises Lezha zusammengelegt wurde. Seither ist Blinisht eine Njësia administrative (Verwaltungseinheit) innerhalb der Bashkia Lezha.

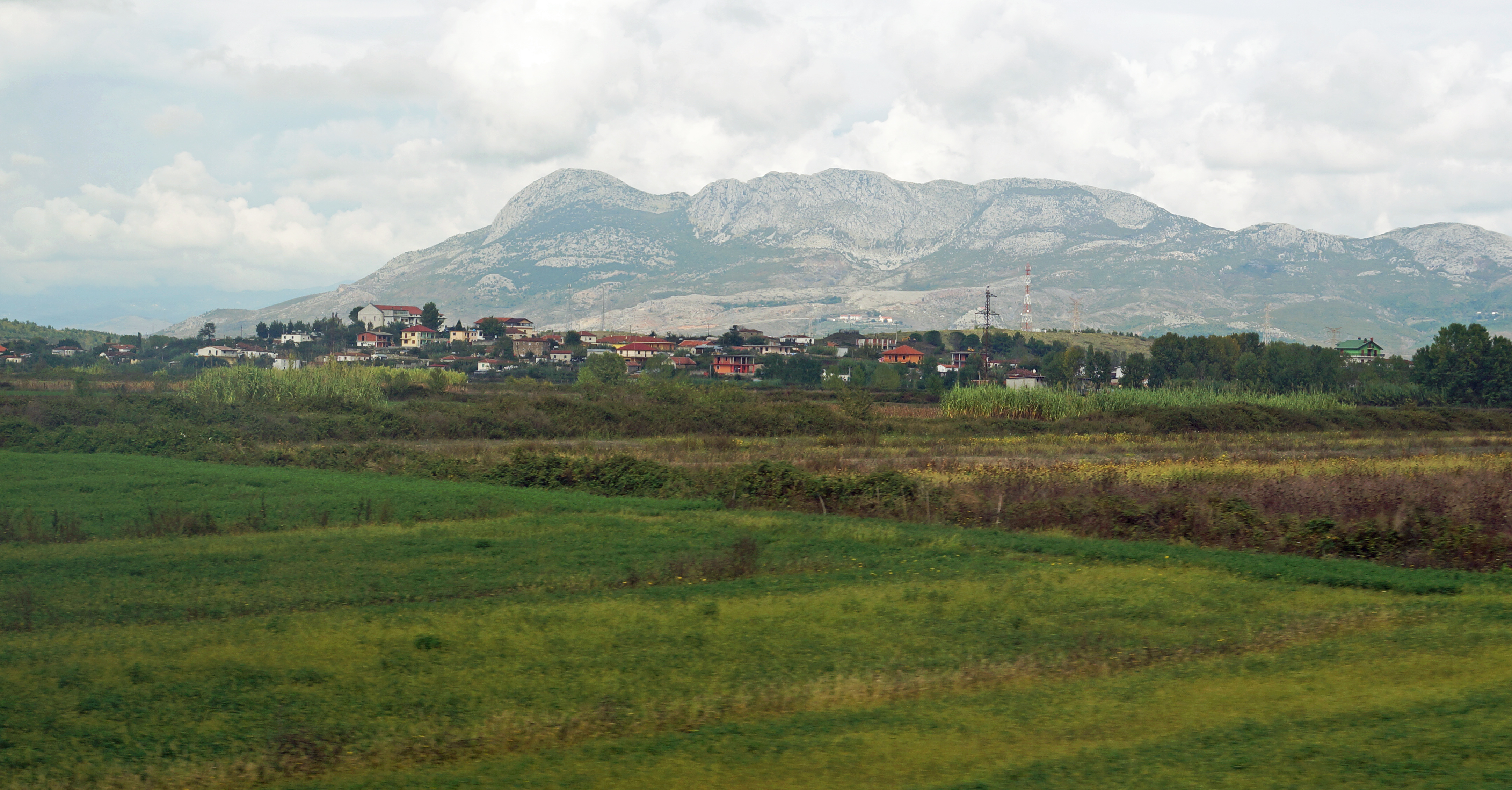
Das Dorf von der Schnellstraße gesehen

Die Njësia administrative hat eine Fläche von 38 Quadratkilometern und 1878 Einwohner (Volkszählung 2023). 2011 waren es noch 3361 Einwohner gewesen. In zwölf Jaren sind somit 44 % der Bevölkerung abgewandert – auch im landesweiten Vergleich ein sehr hoher Wert für eine gut erschlossene Region.
Die Region ist sehr ländlich geprägt. Nebst dem Hauptort Blinisht, wo etwas mehr als Tausend Personen leben (2011), gehörten auch noch die sechs Dörfer Troshan, Fishta, Krajna, Piraj, Baqël und Kodhel zur Gemeinde respektive zur heutigen Verwaltungseinheit Blinisht. Diese Dörfer liegen alle im östlichen Teil der Ebene oder am unteren Hangfuß.

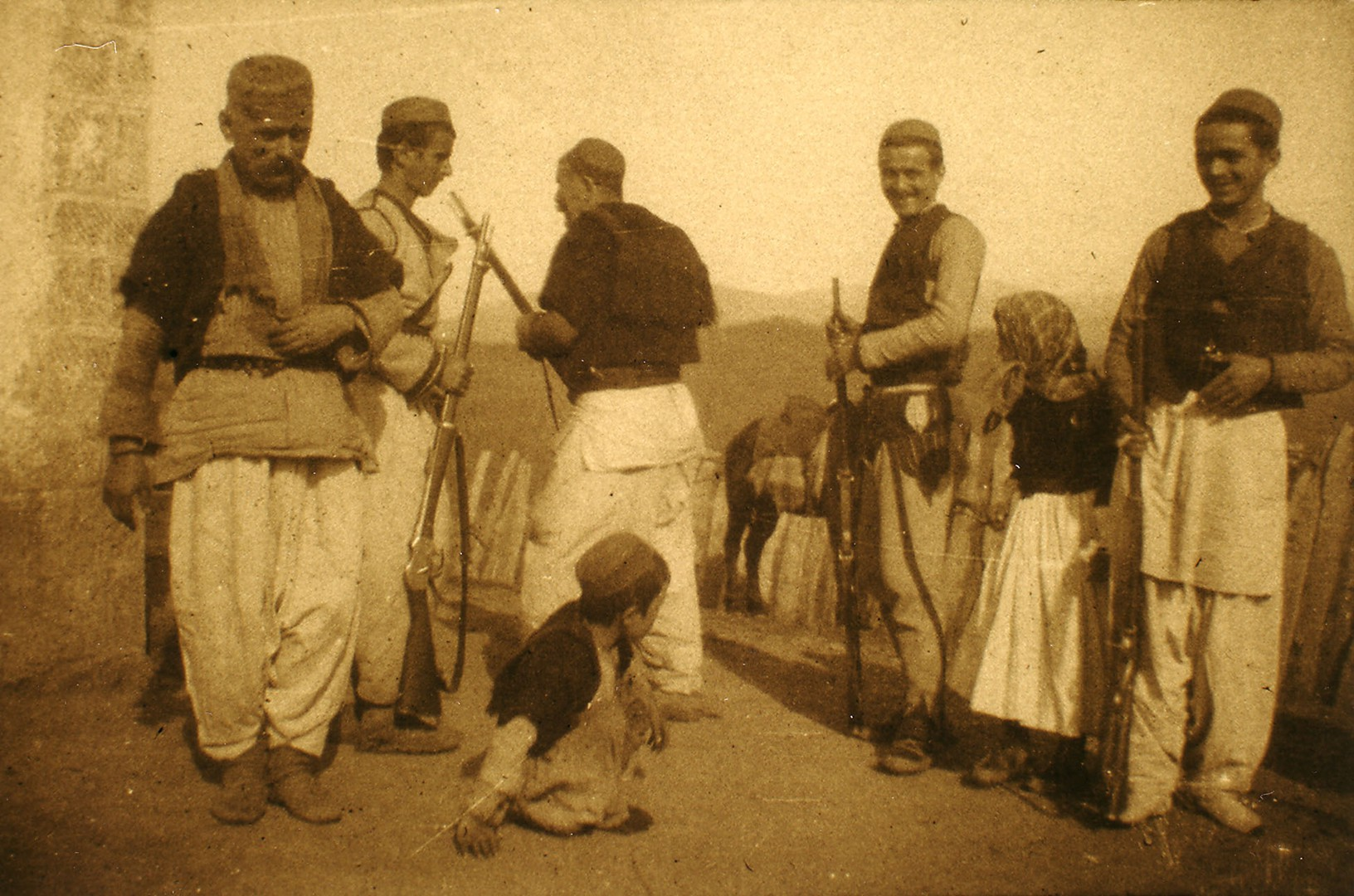
Einwohner Blinishts um 1905 auf einer Aufnahme von Franz Nopcsa

Blinisht gehört zur Zadrima, eine fruchtbare Ebene, die als katholisches Gebiet auch eine ethnographische Region darstellt. Die Pfarrei von Blinisht – damals Blijnisti – wurde im 17. Jahrhundert von Frang Bardhi als reichste und größte Albaniens beschrieben. Er bezeichnete Blinisht als großes Dorf, das seinen Reichtum den 150 christlichen Familien verdanke. Auch in Troshan befand sich damals eine der neun Kirchen der Zadrima. 1639 wurde in Blinisht eine der ersten Schulen Albaniens eröffnet, in der Franziskaner erstmals auch Unterricht auf Albanisch hielten. Im Dorf Fishta wurde 1871 der Franziskaner Gjergj Fishta geboren, der wohl bedeutendste Poet Nordalbaniens.
Heute steht in Blinisht wieder eine neue, große Kirche. 2011 gaben bei der Volkszählung 95,98 % der Einwohner der Gemeinde an, katholisch zu sein.
Ganz im Westen des Gemeindegebiets verläuft die Schnellstraße Lezha–Shkodra (SH1). Seit ihrem Bau kurz nach dem Jahr 2000 ist die zuvor schwer zugängliche Region besser erschlossen. Beim Dorf Baqël befindet sich eine Haltestelle der Albanischen Eisenbahn.
Das Toponym leitet sich von der Baumgattung der Linden (albanisch: bli) ab, die in dieser Region häufig auftritt.

## Persönlichkeiten
- Nikollë Troshani (1915–1994, geboren in Troshan), römisch-katholischer Geistlicher und Apostolischer Administrator von Durrës
- Ernest Simoni (* 1928 in Troshan), römisch-katholischer Priester und Kardinal